# Diaspora libanaise
La diaspora libanaise compte entre 4 millions et 14 millions de personnes d'origine libanaise (selon la prise en compte des descendants de 1re, de 2e, de 3e, voire de 4e génération), c'est-à-dire jusqu'à trois fois la population du Liban (estimée en 2020 à 5,4 millions d'habitants). Malheureusement, il ne peut s'agir que d'estimations car aucun chiffre officiel ne peut être donné en raison d'absence de calculs statistiques dans certains pays d'accueil, de l'existence de bi-nationaux, du grand métissage des premières générations et des mobilités fréquentes entre le pays d'émigration et le Liban d'origine. La diaspora libanaise est composée des différentes vagues d'émigration qu'a connues le Liban depuis la fin du XIXe siècle.

## Histoire
Vers la fin du XIXe siècle, le Levant fait partie intégrante de l'Empire ottoman. L'accroissement démographique et la situation politique, notamment les massacres de chrétiens maronites par les druzes en 1840-1860 dans le Mont Liban pousse de nombreux habitants de l'ensemble des provinces proches-orientales à émigrer, en particulier les chrétiens de la province autonome du Mont Liban. Ce premier mouvement d'émigration s'oriente essentiellement vers l'Amérique latine.
La deuxième vague d'émigration débute à partir des années 1960, puis se poursuit durant la guerre civile libanaise (1975-1990). L'émigration touche alors l'ensemble des communautés religieuses qui composent le pays.
La diaspora libanaise, souvent appelée al-intishar, est aujourd'hui particulièrement présente sur tout le continent américain, en Australie, en Europe, dans la péninsule Arabique, et en Afrique de l'Ouest. Elle est représentée par l’Union culturelle libanaise mondiale.

## Pays d'immigration

### Amérique latine
La plus importante communauté libanaise ou d'origine libanaise est installée en Amérique latine, en particulier au Brésil, en Argentine, en Colombie et au Mexique. Aujourd'hui, ces Libanais constituent une quatrième génération parfaitement assimilée.

### Afrique
En Afrique, la diaspora libanaise est à majorité chiite, avec un taux non négligeable de grecs-orthodoxes et de maronites. En ce qui concerne singulièrement l'Afrique de l’Ouest, la majorité des Libanais est de confession musulmane chiite. La Côte d'Ivoire est le pays africain qui compte le plus de ressortissants libanais suivi de la Guinée et du Sénégal, plutôt francophones à l'inverse du Nigeria et de l'Afrique du Sud qui ont une communauté anglophone particulièrement importante.
Le premier Libanais signalé en Afrique de l’Ouest est probablement arrivé au Nigeria en 1882. Dès les années 1890, des centaines de "Syriens" originaires des montagnes libanaises et de son littoral sont signalés par les administrations coloniales françaises.
Les Libanais arrivent en plus grand nombre au Sénégal. Dans un pays sous domination ottomane, les migrants sont alors majoritairement des chrétiens appauvris, avant que leurs compatriotes chiites ne suivent le même chemin. Cette immigration fortement encouragée par les autorités coloniales françaises, qui y voient des intermédiaires précieux pour commercer avec les Africains.
Une fois implantés tous les pays de la sous-région (Guinée, Côte d'Ivoire, Ghana, Sierra Leone…), ils sont descendus à partir des années 1950 vers le Cameroun, le Gabon, puis vers les deux Congos.
À l’aube des indépendances africaines, les Libanais étaient déjà près de 300 000 sur tout le continent.
Aujourd'hui, la communauté libanaise en Afrique est plus importante qu’à l’époque coloniale (300 000 au moment des indépendances contre probablement 500 000 aujourd'hui) mais elle est aussi plus éclatée sur le continent car elle n'est plus concentrée exclusivement sur quelques pays francophones et anglophones d’Afrique de l’Ouest (Sénégal, Guinée-Conakry, Sierra Leone, Liberia).
Contrairement à leurs compatriotes établis sur le continent américain, les Libanais d’Afrique ne sont pas globalement intégrés aux pays d’accueil et cette marginalisation sociale se manifeste par la sorte de « devoir de réserve » sur le plan politique vis-à-vis des pays hôtes.

### Amérique du Nord et Europe
Le Québec compterait à lui seul 150 000 citoyens d'origine libanaise, dont 90 % seraient concentrés dans la métropole, Montréal.
Il existe aussi d'importantes communautés libanaises aux États-Unis, au Canada, en Australie et en Europe, principalement en France et en Suède. Au Canada, la population d'origine libanaise compte 270 000 personnes.
Dans les Amériques, la diaspora libanaise est majoritairement chrétienne avec les substantiels alaouites et druzes. Toutefois en Argentine, au Brésil, en Australie, au Canada et aux États-Unis il existe des populations libanaises d'origine .
En Europe occidentale, la diaspora est formée principalement de chrétiens, notamment en France (et de chiites en Allemagne).

### Autre
Dans les pays du Golfe et d'autres pays arabes à musulmans, ce sont les musulmans sunnites qui sont majoritaires avec des minorités importantes de chrétiens.

## Personnalités issues de la diaspora libanaise

### Hommes et femmes politiques

#### Afrique
- Chadi Moukarim, homme politique gabonais et maire du 5e arrondissement de Libreville (Gabon)
- Haïdar El Ali, homme politique sénégalais, ministre de l'Écologie et de la Protection de la nature depuis mars 2012
- Monie Captan, ministre des Affaires étrangères du Liberia de 1996 à 2003[19]
- Kazem Sharara, conseiller auprès du président sénégalais Abdou Diouf[19]
- Hassan Hejeij, conseiller auprès du président gabonais Omar Bongo[19]
- Hajal Massad, conseiller auprès du président camerounais Paul Biya[19]
- Roland Dagher, conseiller auprès du président ivoirien Laurent Gbagbo[19]
- Elie Khalil, homme d’affaires proche du dictateur nigérian Sani Abacha (1993-1998)[19]

#### France
- Élie Aboud, député français LR de l'Hérault (2007-2017)
- Éric Besson, homme politique français, né au Maroc, de mère libanaise.
- Michael Damiati, maire de Crosne
- Michel Habib-Deloncle, avocat et homme politique français (de souche syrienne)
- Henri Jibrayel, député français (2007-2017)
- Patrick Karam, militant des droits de l'homme et chercheur en relations internationales français, né en Guadeloupe. Vice-Président de la Région Île-de-France depuis 2015.

#### Liban
- Carlos Eddé, homme politique libanais, qui est né et a grandi au Brésil
- Nabih Berri, né en 1938 à Freetown, en Sierra Leone, devenu par la suite président du Parlement du Liban et chef du parti Amal.

#### Amériques
- Anthony Garotinho, homme politique brésilien
- Joe Ghiz, avocat et homme politique canadien
- Robert Ghiz, homme politique canadien et Premier ministre de l'Île-du-Prince-Édouard
- Pierre de Bané, sénateur canadien
- Philip Habib, célèbre diplomate américain, ancien adjoint d'Henry Kissinger
- Spencer Abraham, homme politique américain républicain, ancien sénateur du Michigan
- John Baldacci, homme politique américain démocrate et gouverneur du Maine
- James Abourezk, ex-membre démocrate de la Chambre des représentants et du Sénat des États-Unis
- Geraldo Alckmin, politicien brésilien, gouverneur de l’État de Sao-Paulo
- Gilberto Kassab, maire de São Paulo (2006-2012) et ministre des Sciences et Technologies (d'origine syrienne)
- Jamil Mahuad, ancien président de l'Équateur
- Paulo Maluf, ancien maire de São Paulo et ancien gouverneur de l'État de São Paulo au Brésil
- Ralph Nader, candidat aux présidentielles des États-Unis en 1996, 2000, 2004 et 2008
- Jaime Nebot, alcade de Guayaquil en Équateur
- John E. Sununu, homme politique et sénateur américain républicain
- Julio César Turbay Ayala, ancien président de Colombie
- Paul Zed, avocat, professeur et politicien canadien
- Michel Temer, président du Brésil
- Fernando Haddad, ancien maire de São Paulo
- Mario Abdo Benítez, président du Paraguay
- Luis Rodolfo Abinader Corona, Président de la République dominicaine
- Abdalá Bucaram, ancien président de l'Équateur

#### Moyen-Orient
- Moussa Sadr, idéologue religieux libanais et leader chiite, qui est né et a grandi en Iran

#### Océanie
- Nicholas Shehadie, ancien maire de Sydney en Australie
- Marie Bashir, actuelle gouverneure de la Nouvelle-Galles du Sud en Australie

### Hommes et femmes de lettres, écrivain(e)s, historien(ne)s, poètes, essayistes, journalistes
- Dima Abdallah, écrivaine franco-libanaise
- Robert Abirached, dramaturge et essayiste français
- Elia Abu Madi, poète libano-américain
- Etel Adnan, écrivaine et poétesse libano-americaine écrivant en français, anglais et arabe
- Sami Aoun, professeur de sciences politiques et analyste sur divers médias, membre du comité consultatif sur la sécurité canadienne, écrivain et comédien américain
- Bernard Anton, poète et humaniste (Québec)
- Antoine Basbous, politologue, essayiste
- William Peter Blatty, écrivain et réalisateur américain
- Andrée Chedid, écrivaine et poétesse française (syro-libanaise)
- Georges Corm, historien et économiste.
- Jihad Darwiche, auteur et conteur
- Meira Delmar, poétesse colombienne
- Milad Doueihi, philosophe et universitaire canadien.
- Audrey Diwan, écrivaine et réalisatrice française
- Anne-Marie Eddé, historienne française
- Dominique Eddé, journaliste et écrivaine franco-libanaise
- Brigitte Gabriel, journaliste américaine
- Gibran Khalil Gibran, poète libano-américain
- Sabyl Ghossoub, écrivain française
- Albert Hourani, historien britannique d'origine libanaise
- Antônio Houaiss, écrivain, intellectuel et traducteur brésilien
- Percy Kemp, romancier anglo-libanais écrivant en français.
- Raymond Khoury, romancier et scénariste britannique
- Théodore Khoury, théologien catholique allemand
- Vénus Khoury-Ghata, romancière et poétesse française
- Amin Maalouf, romancier franco-libanais et académicien
- David Malouf, écrivain australien
- Wajdi Mouawad, auteur, metteur en scène et comédien libano-canadien
- Alberto Mussa, romancier brésilien
- Abdallah Naaman, écrivain et diplomate
- Mikhail Naimy, poète et écrivain libano-américain
- Walid Phares, universitaire américain, conseiller de Donald Trump lors de la campagne présidentielle de 2016
- Jaime Sabines, poète mexicain
- Alexandre Najjar, poète et écrivain français
- Selim Nassib, écrivain et journaliste
- Amin al-Rihani, écrivain et essayiste américain, l'un des premiers théoriciens du nationalisme arabe.
- Olivier Rohe, écrivain français
- Tarek William Saab, homme politique, avocat et poète vénézuélien
- Léa Salamé, journaliste française
- Williams Sassine (1944-1997), écrivain guinéen francophone de père libanais et de mère guinéenne
- Anthony Shadid, journaliste américain
- Georges Schehadé, poète et auteur dramatique français
- Antoine Sfeir, journaliste français
- Nassim Nicholas Taleb, écrivain et philosophe américain

### Scientifiques
- Charles Elachi, ingénieur libano-américain
- Elias James Corey, chimiste américain qui a obtenu le prix Nobel de chimie en 1990
- Adib Jatene, célèbre médecin brésilien
- Michael E. DeBakey, chirurgien américain. Il fut l'un des premiers en 1964 à pratiquer le pontage aorto-coronarien.
- Peter Medawar, biologiste britannique. Prix Nobel de physiologie ou médecine en 1960
- Michael Atiyah, mathématicien anglais. Médaille Fields 1966 et prix Abel 2004
- Tony Fadell, ingénieur américain et créateur de l'IPod
- Huda Zoghbi, neuroscientifique et médecin américaine. Breakthrough Prize in Life Sciences en 2017 et Prix Kavli en Neurosciences en 2022

### Hommes et femmes d'affaires
- Samir Assaf, directeur général de la banque d'investissement du groupe HSBC.
- Salim Eddé, fondateur de l'éditeur de logiciels Murex.
- Mario El-Khoury. CEO du Centre suisse d'électronique et de microtechnique (CSEM).
- Carlos Ghosn, Ancien PDG de Renault et de Nissan
- Najeeb Halaby, homme d'affaires américain
- Omar Harfouch, homme d'affaires et milliardaire ukrainien
- Nicolas Hayek, président du groupe horloger Swatch Group et créateur de la Smart
- Carlos Slim Helú, l'homme le plus riche du monde depuis 2010 selon Forbes
- Imad Lahoud, homme d'affaires et informaticien français
- Marwan Lahoud, ingénieur français
- Iskandar Safa, homme d’affaires français
- Jacques Saadé, homme d'affaires français, fondateur et président de la CMA-CGM (syro-libanais)
- Edmond Safra, homme d'affaires libano-brésilien
- Al-Walid ben Talal ben Abdelaziz Al Saoud, homme d'affaires saoudien.
- Rani Assaf directeur technique et le responsable du réseau de la société Free

### Musiciens, chanteurs
- Amanda Abizaid, chanteuse et compositrice libano-américaine
- Rabih Abou-Khalil, compositeur, joueur d’oud et musicien de jazz d'origine libanaise.
- Nancy Ajram, chanteuse libanaise
- Paul Anka, auteur-compositeur-interprète canadien, naturalisé citoyen des États-Unis (syrien)
- Bernard Anton, poète, slameur francophone (Québec)
- Bob Azzam, célèbre chanteur français des années 1960.
- Guy Béart, auteur, compositeur et interprète français, né au Caire
- Louis Chedid, chanteur français
- Matthieu Chedid, auteur-compositeur-interprète de rock français connu sous le pseudonyme de M
- Nour el Houda, chanteuse et actrice ayant fait sa carrière en Égypte
- Najwa Karam, chanteuse et productrice libano-américaine
- Marcel Khalifé, compositeur libanais, chanteur et oudiste
- Dick Dale, guitariste américain
- Henri Debs, producteur et musicien guadeloupéen
- Abdel Rahman El Bacha, pianiste et compositeur franco-libanais
- Frédéric François, chanteur belge d'origine sicilienne famille d'origine libanais, Barakat devenu Barracato
- K. Maro, chanteur canadien de R'n'B
- Francis Lalanne, auteur, compositeur et interprète français de mère d'origine libanaise
- Yara Lapidus, auteur compositeur , interprète née à Beyrouth
- Lhasa de Sela, chanteuse américano-mexicaine de mère à moitié libanaise
- Ibrahim Maalouf, trompettiste français, fils du musicien Nassim Maalouf et neveu de l'écrivain Amin Maalouf
- Bachar Mar-Khalifé, chanteur, compositeur et multi-instrumentiste franco-libanais
- Massari, chanteur
- Mika, chanteur libano-britannique
- Cyril Mokaiesh, chanteur français
- Shakira, auteur-compositeur-interprète colombienne, de père libanais
- Karl Wolf, chanteur canadien
- Armand van Helden, disc jockey américain de musique électronique
- Gabriel Yacoub, Chanteur français, fondateur et chanteur du groupe Malicorne
- Gabriel Yared, compositeur et musicien français
- Frank Zappa, musicien américain d'origines grecque, italienne et libanaise.
- Eric Saade, chanteur d'origines libanaise, palestinienne et suédoise.
- Warda al-Jazairia (Warda Ftouki), chanteuse arabe algérienne née à Paris de mère libanaise

### Sportifs
- Roda Antar, milieu de terrain offensif dans le club allemand SC Fribourg
- Márcos Baghdatís, joueur de tennis chypriote
- Samir Bannout, culturisme, Mr Olympia 1983
- Nazem Kadri, joueur de hockey pour les Maple Leafs de Toronto (NHL)
- Tony Kanaan, pilote automobile brésilien
- Faryd Mondragón, footballeur colombien
- Bobby Rahal, ancien pilote automobile américain
- Graham Rahal, pilote automobile américain
- Rony Seikaly, joueur de la NBA durant les années 1990
- Mário Zagallo, footballeur brésilien

### Cinéma
- Danielle Arbid, réalisatrice, photographe et actrice vivant en France
- Yara Pilartz, actrice franco-libanaise
- Joseph Barbera, réalisateur, producteur, scénariste, compositeur et acteur américain d'origine italo-libanaise
- Bruno Bichir, acteur mexicain
- Demián Bichir, acteur mexicain
- Odiseo Bichir, acteur mexicain
- Capulina, célèbre acteur et humoriste mexicain
- Youssef Chahine, réalisateur et acteur égyptien
- Audrey Diwan, autrice et réalisatrice française
- Jamie Farr, acteur américain
- Manal Issa, actrice franco-lbanaise
- Mario Kassar, producteur américain
- Casey Kasem, acteur et producteur américain
- Wentworth Miller, acteur américain. Sa mère est d'origine syro-libanaise.
- Kathy Najimy, actrice américaine
- Harold Ramis, scénariste, réalisateur, producteur et acteur
- Omar Sharif, acteur égyptien d'origine syrienne (son vrai nom est Michel Chalhoub)
- Danny Thomas, acteur américain
- Marlo Thomas, actrice américaine
- Tony Thomas, producteur américain
- Salma Hayek, actrice-réalisatrice mexicaine
- Michael Nouri, acteur américain
- Jean-Pierre Rassam, producteur français-syrien
- Shannon Elizabeth, actrice américaine
- Tom Shadyac, réalisateur et producteur américain
- Tony Shalhoub, acteur américain
- Amy Yasbeck, actrice américaine
- Miguel Zacarías, réalisateur mexicain.
- Jenna Dewan, actrice américaine.

### Architectes
- Pierre Fakhoury, architecte ivoirien d'origine libanaise
- Lina Ghotmeh, architecte d'origine libanaise
- Bernard Khoury, architecte libanais
- Hashim Sarkis, architecte et professeur
- Hala Wardé, Architecte française d'origine libanaise

### Avocats
- Robert Bourgi, avocat au Barreau de Paris.
- Amal Alamuddin, avocate britannique et femme de George Clooney.
- Albert Malouf, avocat et juge Québécois.
- Caroline Mecary, avocate aux Barreaux de Paris et du Québec

### Stylistes
- Joseph Abboud, styliste et auteur américain
- Reem Acra, créatrice de mode installée à New York
- Georges Hobeika, styliste et fondateur de la maison Georges Hobeika
- Rabih Kayrouz, styliste et fondateur de la maison Rabih Kayrouz établie en France
- Sandra Mansour, styliste franco-libanaise
- Zuhair Murad, styliste
- Elie Saab, créateur de mode installé à Paris

### Illustrateurs
- Édika, Auteur de bandes dessinées humoristiques français, né en Égypte.
- Paul Carali, frère d'Edika, auteur de bandes dessinées humoristiques français, né en Égypte.
- Grégoire Solotareff, auteur et illustrateur français
- Zeina Abirached,auteure et dessinatrice de bandes dessinées franco-libanaise

### Militaires
- John Abizaid, général américain

### Divers
- Samira Chahbandar, deuxième femme de l'ancien président irakien Saddam Hussein
- Péri Cochin, animatrice de télévision en France
- Freddy Deeb, champion de poker américain
- Khalid El-Masri, citoyen allemand qui a été un temps détenu par la CIA
- Luciana Gimenez, mannequin brésilien d'origine hispano-libanaise
- Rima Fakih, Miss Michigan et Miss USA 2010
- René Angélil, agent artistique et mari de Céline Dion. Sa mère est d'origine syrienne